# Шульгин, Виктор Сергеевич
Ви́ктор Серге́евич Шульги́н (22 апреля 1921, Петроград, РСФСР — 18 июня 1992, Москва, Россия) — советский актёр театра и кино. Заслуженный артист РФ (1992).

## Биография
Родился 22 апреля 1921 года.
В 1942—1943 годах проходил службу в Красной Армии. Призван Сокольническим РВК г. Москвы
В 1944 году окончил Московское городское театральное училище при театре Революции, затем был актёром фронтового театра ВТО под руководством А. Н. Арбузова.
С 1945 года работал в Магаданском музыкально-драматическом театре им. М. Горького. Далее ему пришлось сменить много театров: с 1949 по 1951 — в театре Северодвинска, с 1951 по 1953 — в Вологодском областном, с 1953 по 1954 — во Львовском русском театре Советской армии, с 1954 года — в театре группы Советских войск в Германии, с 1957 — в Днепропетровском им. М. Горького, с 1960 — в Одесском русском драматическом театре им. А. Иванова, с 1965 — в Кировском областном им. С. М. Кирова, с 1967 — в Московском драматическом театре им. Н. В. Гоголя (полковник Штуб («Я отвечаю за всё» Ю. Германа), Ведущий («Заговор императрицы» А. Н. Толстого), Историк и Иван Болотников («Царь Юрий» В. Соловьёва) и другие роли).
Параллельно с работой в театре он начал сниматься в кино и с 1970 до 1989 года работал в Театре-студии киноактёра.
Скончался 18 июня 1992 года в Москве. Кремирован, урна с прахом захоронена на 2-м участке Донского кладбища Москвы.

## Признание и награды
- 1992 — Заслуженный артист РФ — За заслуги в области киноискусства[2].

## Фильмография
| Год       |   | Название                          | Роль                                                                   |
| --------- | - | --------------------------------- | ---------------------------------------------------------------------- |
| 1959      | ф | Черноморочка                      | скрипач                                                                |
| 1962      | ф | Здравствуй, Гнат                  | Григорий                                                               |
| 1962      | ф | Компаньерос                       | моряк                                                                  |
| 1963      | ф | Оптимистическая трагедия          | высокий матрос                                                         |
| 1964      | ф | Наш честный хлеб                  | фотограф                                                               |
| 1965      | ф | Верность                          | танцующий капитан                                                      |
| 1965      | ф | Иностранка                        | новосел                                                                |
| 1965      | ф | Ярость                            | Копытцо, командир партизанского отряда                                 |
| 1965      | ф | Эскадра уходит на запад           | французский офицер                                                     |
| 1967      | ф | Операция «Трест»                  | полковник Жуковский, водитель такси в Берлине                          |
| 1968      | ф | Баллада о комиссаре               | Чугуреев, полковник князь                                              |
| 1968      | ф | Шестое июля                       | Павел Мальков, комендант Кремля                                        |
| 1968      | ф | Зигзаг удачи                      | Василий Александрович, отец Алевтины                                   |
| 1968      | ф | Нейтральные воды                  | штабист                                                                |
| 1968      | ф | Случай из следственной практики   | милиционер                                                             |
| 1969      | ф | Рудольфио                         | капитан-лейтенант                                                      |
| 1969      | ф | Свой                              | следователь                                                            |
| 1970      | ф | Моя улица                         | Игорь Лукич, сотрудник института                                       |
| 1970      | ф | В лазоревой степи                 | Мирон Бодягин, отец                                                    |
| 1970      | ф | Риск                              | Анджей, поляк-подпольщик                                               |
| 1970      | ф | Поезд в завтрашний день           | Авксентьев                                                             |
| 1970      | ф | О друзьях-товарищах               | рабочий-литейщик лефортовского «Мехзавода Мюллер и К»                  |
| 1970      | ф | Красная площадь                   | Камышов, комполка                                                      |
| 1970      | ф | Сеспель                           | Рыжков                                                                 |
| 1971      | ф | Звёзды не гаснут                  | Иван Фёдорович Туртышкин, артиллерист                                  |
| 1971      | ф | Случай с Полыниным                | отец Маши                                                              |
| 1971      | ф | Нам некогда ждать                 | Дементич                                                               |
| 1971      | ф | Ты и я                            | рентгенолог                                                            |
| 1971      | ф | Седьмое небо                      | член контрольной комиссии по авариям                                   |
| 1971      | ф | Тени исчезают в полдень           | Виктор Андреевич                                                       |
| 1971      | ф | Алексеич                          | Виктор Сергеевич, председатель колхоза                                 |
| 1972      | ф | Бой после победы                  | Штольц                                                                 |
| 1972      | ф | Былое и думы (фильм-спектакль)    | Шубинский, полковник жандармерии, член комиссии                        |
| 1972      | ф | Руслан и Людмила                  | Голова                                                                 |
| 1972      | ф | Человек на своём месте            | Николай Иванович Стукалин, начальник мехмастерской                     |
| 1972      | ф | Нежданный гость                   | генерал                                                                |
| 1972      | ф | Город на Кавказе                  | Имя персонажа не указано                                               |
| 1972      | ф | Петерс                            | извозчик                                                               |
| 1972      | ф | Пятьдесят на пятьдесят            | помощник Волгина                                                       |
| 1972      | ф | Свеаборг                          | подполковник, командир минной роты                                     |
| 1972      | ф | Большая перемена                  | гость на свадьбе                                                       |
| 1972      | ф | Пётр Рябинкин                     | друг Алексея Григорьевича                                              |
| 1973      | ф | Райские яблочки                   | эпизод                                                                 |
| 1973      | ф | Двое в пути                       | преподаватель                                                          |
| 1973      | ф | Мачеха                            | Мельников Николай Михеевич                                             |
| 1973      | ф | И на Тихом океане...              | большевик-подпольщик                                                   |
| 1973      | ф | Иван Васильевич меняет профессию  | боярин, сказавший: "Войско взбунтовалось! Говорят царь - ненастоящий!" |
| 1973      | ф | Товарищ генерал                   | командующий фронтом                                                    |
| 1973—1983 | с | Вечный зов                        | Виктор Сергеевич, прораб завода                                        |
| 1974      | ф | Два дня тревоги                   | Николай Струков                                                        |
| 1974      | ф | Фронт без флангов                 | Виктор Сергеевич Хват                                                  |
| 1974      | ф | Любовь земная                     | член райкома                                                           |
| 1974      | ф | Помни имя своё                    | Петр Федорович, коллега Зинаиды                                        |
| 1974      | ф | С весельем и отвагой              | Степан Трофимов, отец Люси                                             |
| 1974      | ф | Скворец и Лира                    | Зигфрид, дворецкий баронессы                                           |
| 1974—1977 | с | Рождённая революцией              | Алексей Кузьмич Бушмакин                                               |
| 1975      | ф | На ясный огонь                    | Степан Лукич                                                           |
| 1975      | ф | Мой дом — театр                   | Богданов, инспектор сцены                                              |
| 1975      | ф | Простые заботы                    | Кравченко                                                              |
| 1975      | ф | Рассказ о простой вещи            | управдом                                                               |
| 1975      | ф | Родины солдат                     | лейтенант / полковник Прохоров                                         |
| 1976      | ф | Голубой портрет                   | Павел Кузьмич, отец Вити                                               |
| 1976      | ф | Жизнь и смерть Фердинанда Люса    | Вальтер, человек Бауэра                                                |
| 1976      | ф | Легенда о Тиле                    | новый угольщик                                                         |
| 1976      | ф | Безотцовщина                      | Леонид Петрович, директор детдома                                      |
| 1976      | ф | Приключения Травки                | капитан речной «Ракеты»                                                |
| 1976      | ф | Моё дело                          | Алексей Яковлевич Темерин, инженер                                     |
| 1976      | ф | Слово для защиты                  | Петр Константинович Межников, отец Ирины                               |
| 1976      | ф | Солдаты свободы                   | член штаба 3 Украинского фронта                                        |
| 1976      | ф | Сохранить город                   | Имя персонажа не указано                                               |
| 1977      | ф | Враги                             | эпизод                                                                 |
| 1977      | ф | Переезд (короткометражный)        | Имя персонажа не указано                                               |
| 1977      | ф | Фронт за линией фронта            | Виктор Сергеевич Хват, начальник штаба                                 |
| 1977      | ф | Риск — благородное дело           | Виктор Сергеевич, тренер                                               |
| 1977      | ф | Родные                            | Михаил Тарасов                                                         |
| 1977      | ф | Счёт человеческий                 | Имя персонажа не указано                                               |
| 1977      | ф | Мимино                            | кадровик в Министерстве гражданской авиации                            |
| 1978      | ф | Артём                             | генерал-майор                                                          |
| 1978      | ф | Вас ожидает гражданка Никанорова  | милиционер                                                             |
| 1978      | ф | Предварительное расследование     | дядя Федот                                                             |
| 1978      | ф | Особых примет нет                 | Житомирский, агент охранки                                             |
| 1978      | ф | Отец Сергий                       | эпизод                                                                 |
| 1978      | ф | До последней капли крови (Польша) | полковник Кондратюк                                                    |
| 1978      | ф | Баламут                           | Пантелей Фёдорович, председатель                                       |
| 1978      | ф | Опасные друзья                    | Соколов, капитан                                                       |
| 1978      | ф | И ты увидишь небо                 | командующий                                                            |
| 1979      | ф | Тактика бега на длинную дистанцию | партизан                                                               |
| 1979      | ф | Город принял                      | подполковник Севергин, оперативный дежурный по городу                  |
| 1979      | ф | Антарктическая повесть            | Самойлов, капитан ледокола "Обь                                        |
| 1980      | ф | Крах операции «Террор»            | Василий Протопопов, эсер                                               |
| 1980      | ф | Ночное происшествие               | полковник милиции                                                      |
| 1980      | ф | Мелодия на два голоса             | Иван Воробьев, отец Кирилла                                            |
| 1980      | ф | Дым Отечества                     | Ермолаич                                                               |
| 1980      | ф | Ларец Марии Медичи                | Нефёдов, следователь                                                   |
| 1980      | ф | Эскадрон гусар летучих            | граф, отец Катрин                                                      |
| 1980      | ф | Юность Петра                      | патриарх Иоаким                                                        |
| 1981      | ф | Люди на болоте                    | Дометик                                                                |
| 1981      | ф | Крупный разговор                  | Имя персонажа не указано                                               |
| 1981      | ф | Фронт в тылу врага                | Виктор Сергеевич Хват                                                  |
| 1981      | ф | Деревенская история               | Сидор Петрович, механизатор                                            |
| 1982      | ф | Формула света                     | Кусакин                                                                |
| 1982      | ф | Дыхание грозы                     | Даметик                                                                |
| 1982      | ф | Смерть на взлёте                  | член комиссии                                                          |
| 1983      | ф | Приступить к ликвидации           | Павел Петрович Одинцов, полковник милиции                              |
| 1983      | ф | Пароль — «Отель Регина»           | Родионов, начальник Особого отдела ВЧК                                 |
| 1983      | ф | Средь бела дня…                   | Иван Ефимович Боровиков, следователь                                   |
| 1983      | ф | У опасной черты                   | Дмитрий Прокофьевич Каширин, подпольщик                                |
| 1983      | ф | Я тебя никогда не забуду          | Пётр Никифорович, отец Фёдора                                          |
| 1984      | ф | Зачем человеку крылья             | Виктор Степанович, главврач                                            |
| 1984      | с | ТАСС уполномочен заявить          | Михаил Вогулев, академик                                               |
| 1984      | ф | Мёртвые души                      | юродивый                                                               |
| 1984      | ф | Инопланетянка                     | Павел Германович, инвалид войны                                        |
| 1984      | ф | Человек-невидимка                 | Джефферс, констебль                                                    |
| 1984      | ф | Человеческий фактор               | Михаил Степанович Нюкин, бухгалтер                                     |
| 1984      | ф | Без права на провал               | командир партизанского отряда                                          |
| 1984      | ф | Потерялся слон                    | Александр Петрович Филиппов                                            |
| 1985      | ф | Змеелов                           | Анатолий Семёнович, бывший главбух                                     |
| 1985      | ф | Битва за Москву                   | Павлов-отец                                                            |
| 1985      | ф | Встретимся в метро                | Иван Сергеевич, парторг                                                |
| 1985      | ф | Воскресный папа                   | Дмитрий Сергеевич Сергеев                                              |
| 1985      | ф | И на камнях растут деревья        | Олав                                                                   |
| 1986      | ф | Без срока давности                | Фёдор Храпин                                                           |
| 1986      | ф | Очная ставка                      | Фомин                                                                  |
| 1986      | ф | Последняя дорога                  | Никита                                                                 |
| 1986      | ф | Наградить (посмертно)             | директор банка                                                         |
| 1989      | ф | Во бору брусника                  | сельский врач                                                          |
| 1989      | ф | Сувенир для прокурора             | заместитель директора завода                                           |